# Gustavia dodsonii
Gustavia dodsonii är en tvåhjärtbladig växtart som beskrevs av Scott A. Mori. Gustavia dodsonii ingår i släktet Gustavia och familjen Lecythidaceae. IUCN kategoriserar arten globalt som starkt hotad. Inga underarter finns listade i Catalogue of Life.